# Коллективное
Коллективное (каз. Коллективное) — село в Осакаровском районе Карагандинской области Казахстана. Входит в состав сельского округа Карагайлы. Код КАТО — 355663200.

## Население
В 1999 году население села составляло 246 человек (116 мужчин и 130 женщин). По данным переписи 2009 года, в селе проживали 183 человека (87 мужчин и 96 женщин).